# Erik Granath
Erik Gustaf Valfrid Granath (* 12. Oktober 1910; † 17. März 1971) war ein schwedischer Fußballspieler und -trainer. Zwischen 1930 und 1932 bestritt der Mittelfeldspieler drei Länderspiele für die schwedische Nationalmannschaft.

## Werdegang
Granath spielte in den 1930er Jahren für den seinerzeitigen Rekordmeister Örgryte IS in der Allsvenskan. Dort spielte er im Laufe seiner aktiven Karriere an der Seite von Sven Rydell, Carl-Erik Holmberg, Otto Andersson und Yngve Lindegren. Regelmäßig belegte die Mannschaft Plätze im mittleren Tabellenbereich, größter Erfolg war die Vizemeisterschaft hinter dem damals noch Stockholmer Verein AIK in der Spielzeit 1931/32. 
Im September 1930 debütierte Granath im Trikot der schwedischen Auswahlmannschaft, als das Auswahlkomitee des Svenska Fotbollförbundet ihn im beim 2:2-Unentschieden gegen Belgien einsetzte. Bis zu seinem zweiten Länderspieleinsatz dauerte es knapp anderthalb Jahre, anlässlich eines 7:1-Erfolges über die Auswahl des finnischen Verbandes im Mai 1932 kehrte er in die Nationalmannschaft zurück. Vier Wochen später war die Vertretung des Nachbarlandes erneut Gegner, beim 3:1-Sieg lief er ein letztes Mal für die „Blågula“ auf.
Nach seinem Karriereende übernahm Granath im Sommer 1943 das Traineramt bei Örgryte IS, der Klub war zwischenzeitlich aus der Allsvenskan abgestiegen. Als Staffelzweiter im Westen hinter Billingsfors IK verpasste er mit der Mannschaft den Wiederaufstieg und wurde anschließend durch Harry Magnusson ersetzt. Dieser blieb jedoch nur eine Spielzeit – die ebenfalls mit einer Vizemeisterschaft endete – und Granath wurde Nachfolger seines Nachfolgers. 1947 führte er die Mannschaft zum Staffelsieg, in den Aufstiegsspielen scheiterte der Göteborger Verein jedoch an Halmstads BK. Nach einer erneuten Vizemeisterschaft 1948 trennten sich die Wege erneut, als Nachfolger trat István Wampetits den Dienst an. Als sich der Klub 1951 im Kampf gegen den Abstieg in die Drittklassigkeit befand, verpflichtete Örgryte IS ihn erneut als Nachfolger seines Nachfolgers. Das Vorhaben misslang jedoch, sein Engagement endete mit dem Saisonende. 
Über das weitere Leben Granaths – insbesondere auch abseits des Fußballplatzes – ist derzeit nichts bekannt.